# Pyrenopeziza moutonii
Pyrenopeziza moutonii är en svampart som tillhör divisionen sporsäcksvampar, och som beskrevs av Rehm. Pyrenopeziza moutonii ingår i släktet Pyrenopeziza, och familjen Dermateaceae. Arten är reproducerande i Sverige.